# Válečný slon

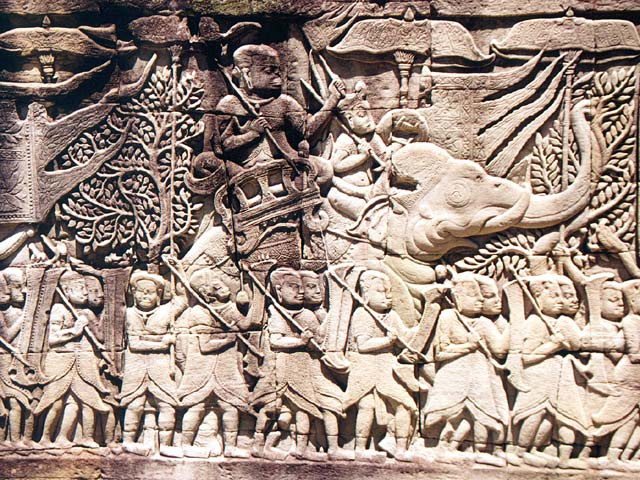
Armáda Khmérů táhne do bitvy - přelom 12./13. století

Válečný slon je označení pro slona, který je alespoň základně vycvičen a použit pod lidskou kontrolou v bitvě. Ve starověku hráli váleční sloni významnou roli v řadách vojsk některých afrických a asijských států a po tažení Alexandra Velikého též v řadách řeckých vojsk. Mezi nejznámější uživatele válečných slonů patřili Peršané, Indové, diadochové a jejich nástupci a Kartaginci.
První využívání slonů je datováno cca roku 4000 př. n. l., první vojenské využití do cca roku 1100 př. n. l., obojí v Indii. Zhruba kolem roku 1100 se určité primitivní pokusy o použití slonů patrně vyskytly i v Číně. Evropané se patrně poprvé setkali s válečnými slony v bitvě u Gaugamél, kde několik slonů použili Peršané. Posléze se uplatnili v řadách některých řeckých armád, Římané měli příležitost poznat válečné slony ve válkách s Pyrrhem, Kartágem a Persií. Poté začal význam válečných slonů rychle upadat, v oblasti Přední a Zadní Indie se však váleční sloni udrželi ještě do novověku.
Sloni byli obvykle nasazování v centru bojiště, nesli přitom poháněče a případně i 1-2 další muže, obvykle lučištníky a metače kopí. Jejich účelem bylo vyvolat paniku v řadách nepřátel a rozbít jejich formaci. Pro nezkušenou pěchotu bylo velmi obtížné udržet formaci tváří v tvář obrovských zvířat, která se na ně valila. Ovšem i slonům se dalo čelit - křikem, ohněm, nebo tím, že disciplinovaná a perfektně vycvičená pěchota (jako ta římská) se před slony prostě rozestoupila (ideálně předtím kopími, šípy a kameny zabila jejich poháněče, armáda Alexandra Velikého vypichovala slonům oči) a nechala je projít, načež se semkla zpět do bojové formace dříve, než k ní došli nepřátelé, kteří si obvykle od vlastních slonů udržovali dostatečný odstup - splašený slon, nad nímž poháněč ztratil kontrolu, totiž mohl vyrazit naprosto kamkoliv - navíc útočil-li v běhu, nebyla mu pěchota s to stačit. U indických států, kde se sloni používali opravdu masově (stovky až tisíce zvířat), byly vytvořeny velmi důmyslné taktiky a zbraně pro boj se slony, včetně speciálních balist.
Za první světové války došlo k využití slonů k přesunům těžkého materiálu.